# کری اسنادگرس
کری اسنادگرس (انگلیسی: Carrie Snodgress؛ ۲۷ اکتبر ۱۹۴۵ – ۱ آوریل ۲۰۰۴) هنرپیشه اهل ایالات متحده آمریکا بود. وی بین سال‌های ۱۹۶۹ تا ۲۰۰۴ میلادی فعالیت می‌کرد.

## گزیده فیلمشناسی
از فیلم‌ها یا برنامه‌های تلویزیونی که وی در آن نقش داشته است می‌توان به آثار زیر اشاره کرد.
- ایزی رایدر (۱۹۶۹)
- خاطرات یک زن خانه‌دار دیوانه (۱۹۷۰)
- خشم (فیلم ۱۹۷۸) (۱۹۷۸)
- زیرشیروانی (فیلم ۱۹۸۰) (۱۹۸۰)
- شبی در بهشت (۱۹۸۳)
- سوارکار رنگ‌پریده (۱۹۸۵)
- قانون مورفی (فیلم ۱۹۸۶) (۱۹۸۶)
- از میان مسیرها (۱۹۹۰)
- تصنیف جو کوچولو (۱۹۹۲)
- ۸ ثانیه (۱۹۹۴)
- آسمان آبی (۱۹۹۴)
- مسئولیت انسان سفید (فیلم) (۱۹۹۵)
- جنایات جنسی (۱۹۹۸)
- ویرجینیایی (۱۹۶۹)
- دکتر مارکوس ولبی (۱۹۶۹)
- پرونده‌های ایکس (۱۹۹۳)
- بخش فوریت‌های پزشکی (مجموعه تلویزیونی) (۱۹۹۸)
- قاضی ایمی (۲۰۰۲)
- بال غربی (مجموعه تلویزیونی) (۲۰۰۳)
- فرشته‌های آرواره آهنین (۲۰۰۴)